# De slag van Asgard
De slag van Asgard is het 32ste stripalbum uit de Thorgal-reeks en behoort samen met "Ik, Jolan" en "Het schild van Thor" tot de cyclus "Jolan". Het werd voor het eerst uitgegeven bij Le Lombard in 2010. Het album is getekend door Grzegorz Rosiński met scenario van Yves Sente.

## Het verhaal
Thorgal maakt jacht op de ontvoerders van zijn jongste zoon Aniël. De ontvoerders zien in hem de reïncarnatie van de magiër Kahaniël, de vader van halfgod Manthor. Zijn oudste zoon Jolan krijgt van Manthor opdracht een leger van levende lappenpoppen aan te voeren en Asgaard, de wereld van de Goden, binnen te treden om daar een appel te stelen die het eeuwige leven schenkt. De halfgod wil met deze appel zijn moeder redden van de dood. De appels groeien in de tuin van de godin Idun. Jolan krijgt van Idun een appel, maar de valse God Loki gooit roet in het eten. Jolan moet ten strijde trekken met zijn poppenleger en het opnemen tegen het leger van de reuzen van Loki. Jolan slaagt erin de reuzen te verslaan. Op het einde van de slag komen de Goden van Asgard tussenbeide. Loki wordt gestraft en Jolan keert terug naar de tussenwereld.    
Hier eindigt het deel over Jolan in de hoofdreeks tot in het verhaal "Aniël". Wat hier tussen gebeurt met hem staat in de parallelreeks "Kriss van Valnor".   

## Kritische ontvangst
De Franse stripcriticus Damien Perez kwalificeerde dit album als "uitstekend" en schreef dat "Sente verleidt door de Noorse mythologie te recycleren, zoals Van Hamme voor hem, liever dan tevergeefs te proberen Thorgal zich toe te eigenen door al te grote veranderingen." Ook prees hij tekenwerk van Rosinski die Asgard goddelijk weet weer te geven.